# Mamadou Coulibaly (Politiker, 1958)
Maître Mamadou Coulibaly (geb. 1958, Bougouni) ist ein Politiker aus Mali. Er war Minister für Ausrüstung, Verkehr, Wohnungsbau und Stadtplanung vom 25. April bis 15. Dezember 2012.

## Karriere
Mamadou Coulibaly ist ein Beamter mit einem Diplom der École nationale d’administration (ENA) in Bamako.
Er diente zunächst in verschiedenen Ämtern, unter anderem als Distriktchef von Farach (Timbuktu), dann von Diaramana (Ségou), als zweiter Stellvertreter des Bezirkskommandanten von Nara (Koulikoro), mit der Funktion des Finanzverwalters, als Stellvertreter des Kreiskommandanten von Nara, dann des Kreiskommandanten von Ségou, als Stellvertreter des Regierungsdelegierten im Kreis Ségou.
Auf administrativer Ebene war Mamadou Coulibaly außerdem: Inspektor für die Kontrolle der öffentlichen Dienste und Einrichtungen des Staates in Ségou, Generalsekretär der Groupe d’études et de recherches sur la démocratie et le développement économique et social (Studien- und Forschungsgruppe für Demokratie und wirtschaftliche und soziale Entwicklung, GERDDES-Afrika), Vorsitzender der Sonderdelegation der Stadtgemeinde Ségou, mit der Funktion des Bürgermeisters, Inspektor für Grundbesitz und Grundstücksangelegenheiten, Generalsekretär des Ministeriums für Wohnungswesen, Grundstücksangelegenheiten und Stadtplanung. Und außerdem Notar des Budgetdienstes von Mali.
Nach dem Staatsstreich vom 21. März 2012 fungierte er als zunächst Interimschef des Ministeriums für Wohnungswesen, Grundstücksangelegenheiten und Stadtplanung und am 25. April 2012 Minister für Ausrüstung, Verkehr, Wohnungswesen und Stadtplanung in der Regierung unter Django Sissoko. er blieb im Amt bis zum 15. Dezember 2012 bis zum Ende der Regierung Cissoko.